# Livre de Michée
Le Livre de Michée est un Livre de l'Ancien Testament.
Le prophète juif Michée a été chargé par Dieu de rétablir la paix et la justice en Israël.

## Description
Il est précisé que le Messie naîtra à Bethléem (Mi 5:1). Dans le Livre, le Seigneur consulte son peuple et lui rappelle sa bonté passée à son égard ; il exige de lui la justice, la miséricorde et l'humilité (Mi 6:8).
D'après le titre de son Livre (2.1), Michée a exercé son ministère sous les trois rois de Juda, Jotham, Achaz et Ezéchias (740-687 av. J.-C.). Il est ainsi le contemporain d'Osée et d'Isaïe, mais sans doute un contemporain plus jeune de ces deux prophètes, qui ont entamé leur ministère sous Ozias, le prédécesseur de Jotham (Osée 1.1 ; Isaïe 1.1). D'après le Livre de Jérémie, Michée a prophétisé pendant le règne d'Ezéchias.
Il prophétise d'abord la destruction de Samarie, capitale du royaume d'Israël, avant de se consacrer plus particulièrement au royaume de Juda. Dans ses prophéties, Michée accable principalement les dirigeants de Juda, et ceux qui y représentent la justice et la religion. En conséquence, il prédit la destruction de Jérusalem et de son Temple ainsi que l'Exil à Babylone, avant la délivrance et la survenue d'un roi sauveur à Bethléem.
Ce texte "de l'épée à la charrue" (4.3) se rapproche de certains passages du Livre d'Isaïe (2.4), attribué à son éminent contemporain Isaïe.